# Jean-Charles Chenu
Pour les articles homonymes, voir Chenu.
Jean-Charles Chenu est un médecin et un naturaliste français, né le 30 août 1808 à Metz et mort le 12 novembre 1879 à l’hôtel des Invalides à Paris.

## Biographie
Il commence ses études de médecine à Metz, puis à Strasbourg, avant de venir les terminer à Paris en 1825. Chenu embrasse alors une carrière militaire dans les services de santé. Il prend ainsi part en 1829 à la conquête de l'Algérie par la France, comme chirurgien des armées. Chenu obtient ensuite son titre de docteur à Strasbourg en 1833. Il se trouve dans le sud de la France lorsqu'une épidémie de choléra éclate. Il soigne alors le préfet de l'Aude, Gabriel Delessert, et se lie d'amitié avec lui. Chenu fait paraître en 1835 une étude sur cette maladie sous le titre de Rapport sur le choléra-morbus.
C'est grâce à Benjamin Delessert qu'il obtient le poste de sous-inspecteur des eaux minérales de Passy. Chenu fera alors paraître plusieurs études sur l'intérêt médical des sources minéro-thermales. Delessert lui confie en outre la conservation de sa collection d'histoire naturelle, particulièrement riche en coquillage. Il fait paraître de 1842 à 1854 les Illustrations conchyliologiques ou Description et figures de toutes les coquilles connues vivantes et fossiles, classées suivant le système de Lamarck, etc.. Cet ouvrage sera suivi par les Leçons élémentaires d'histoire naturelle, comprenant un aperçu sur toute la zoologie et un Traité de conchyliologie en 1846.
En 1845, Chenu est promu médecin aide-major. Il entreprend en 1850 la parution d'un très important ouvrage d'histoire naturelle intitulé Encyclopédie d'histoire naturelle ou Traité complet de cette science d'après les travaux des naturalistes les plus éminents. Trente-et-un tomes seront publiés jusqu'en 1861, tomes auxquels participeront de nombreux naturalistes de son époque comme Jules Verreaux (1807-1873) pour la partie sur l’ornithologie, Eugène Anselme Sébastien Léon Desmarest (1816-1889) ou Hippolyte Lucas (1814-1899) pour la partie sur l’entomologie. Ils seront suivis par les Tables alphabétiques des noms vulgaires et scientifiques de tous les animaux décrits et figurés dans cette encyclopédie, dressées par Desmarests en neuf volumes.
En 1855, Chenu est promu médecin principal de 1re classe et participe à l'expédition française en Crimée. Il fait paraître, en 1859 et 1862, un important traité sur les mollusques intitulé Manuel de conchyliologie et de paléontologie conchyliologée. De 1862 à 1863, il rédige les deux volumes de ses Leçons élémentaires sur l'histoire naturelle des oiseaux. Il prend sa retraite en 1868 avec le grade de médecin principal de première classe.
Jean-Charles Chenu participera encore activement à la création de la Société de secours aux blessés militaires et dirigera ensuite les ambulances de cette Société, lors de la guerre franco-prussienne de 1870.

## Ses travaux
- Rapport sur le choléra-morbus, (1835)
- Illustrations conchyliologiques ou Description et figures de toutes les coquilles connues vivantes et fossiles, classées suivant le système de Lamarck, etc., (1842 - 1854)
- Leçons élémentaires d'histoire naturelle, comprenant un aperçu sur toute la zoologie et un Traité de conchyliologie, (1846)
- Encyclopédie d'histoire naturelle ou Traité complet de cette science d'après les travaux des naturalistes les plus éminents, (1850 - 1861) accompagné des Tables alphabétiques des noms vulgaires et scientifiques de tous les animaux décrits et figurés dans cette encyclopédie, dressées par Desmarests
- Manuel de conchyliologie et de paléontologie conchyliologée, (1859 - 1862)
- Traité des races humaines, (1860, réédité en 1996 chez Tessier & Ashpool)
- Leçons élémentaires sur l'histoire naturelle des oiseaux, (1862 - 1863)

Ses travaux statistiques sur les guerres auxquelles ont pris part les armées françaises sont restés célèbres:
- Rapport au conseil de santé des armées sur les résultats du service médico-chirurgical aux ambulances de Crimée et aux hôpitaux militaires français de Turquie, pendant la campagne d'Orient en 1854-1856-1856, (1865)
- Recrutement de l'armée et population de la France, (1867)
- Statistique médico-chirurgicale de la campagne d'Italie en 1859 et 1860, (2 volumes et un atlas, 1869)
- De la mortalité dans l'armée et des moyens d'économiser la vie humaine, (1870)